# R260 (Russland)
Die R260 ist eine Fernstraße in Russland.
Sie war als M21 Teil des sowjetischen Fernstraßennetzes und führte von Chișinău über Dnipro nach Wolgograd. Zunächst trug noch der russische Abschnitt von der ukrainischen Grenze nach Wolgograd, der Teil der E 40 ist, die Bezeichnung M21. 2010 erhielt er die Nummer A260. Die A260 wurde am 24. Juni 2023 in R260 umbenannt und nach russischer Jurisdiktion bis nach Lugansk im während des Russisch-Ukrainischen Krieges völkerrechtswidrig annektierten Teil der Ukraine verlängert. Dieser Abschnitt der Trasse ist Teil der ukrainischen M 04.

## Verlauf als M21 bis 1991
0 km – Chișinău
15 km – Cricove, Querung der M 14
40 km – Dubăsari
UKRAINE, Oblast Odessa
73 km – Krasni Okny
117 km – Dolynske
141 km – Querung der M 20 bei Ljubaschiwka
Oblast Mykolajiw
204 km – Perwomajsk
Oblast Kirowohrad
256 km – Nowoukrajinka
312 km – Kropywnyzkyj
345 km – Snamjanka
380 km – Oleksandriwka
Oblast Dnipropetrowsk
435 km – Pjatychatky
549 km – Dnipro
568 km – Nowomoskowsk, Querung der M 2
616 km – Pawlohrad
659 km – Dmytriwka
Oblast Donezk
729 km – Krasnoarmijsk
793 km – Donezk
879 km – Debalzewe, Querung der M 19
Oblast Luhansk
909 km – Altschewsk
949 km – Luhansk
968 km – Nowoswitliwka
997 km – Krasnodon
RUSSLAND, Oblast Rostow
1016 km – Donezk
1043 km – Kamensk-Schachtinski, Querung der M 4
1058 km – Lichowskoi
1098 km – Belaja Kalitwa
1025 km – Scholochowski
1097 km – Morosowsk
Oblast Wolgograd
1124 km – Tschernyschkowski
1182 km – Surowikino
1251 km – Kalatsch am Don
1317 km – Gorkowski
1331 km – Wolgograd, M 6